# Admiratividade
Admiratividade é uma categoria gramatical de um idioma que foi proposta inicialmente por Scott DeLancey, a qual, independente da evidencialidade, marca a surpresa do falante ou o despreparo da mente do mesmo. Os elementos gramaticais que codificam a categoria semântica da miratividade são chamados de mirativos (mir).
DeLancey (1997) promoveu pela primeira vez modo admirativo como uma categoria linguística cruzada, identificando o  turco, o slavey, o sunwar do Nepal, o tibetano de Lhasa, e o  coreano como idiomas que exibem esta categoria.  Citando DeLancey como predecessor, muitos pesquisadores relataram admirativos em outras línguas, especialmente nas línguas tibeto-birmanesas. No entanto, Lazard (1999) e Hill (2012) questionam a validade dessa categoria, Lazard descobrindo que a categoria não pode ser distinguida de uma mediativa e Hill vê as evidências fornecidas por DeLancey e por Alexandra Aikhenvald (2004 ) incorretas ou insuficientes. DeLancey (2012) viu Hare, as línguas Kham e Magar como casos claros de admirativos, admitindo que sua análise do tibetano estava incorreta. Ele não faz menção a turco, sunwar ou coreano. Hill (2015) fornece uma análise alternativa de Hare, re-analisando as evidências de DeLancey para 'miratividade' como evidência direta. A língua navajo tem admiratividade em combinação com evidencialidade. 
O albanês tem uma série de formas verbais chamadas mirativas ou  admirativas , que  podem expressar surpresa por parte do interlocutor, mas também podem ter outras funções, como expressar ironia, dúvida ou “ouvir dizer”.. Eles podem, portanto, às vezes ser traduzidos usando o inglês "aparentemente".